# Leslie Mándoki
Leslie Mandoki, nombre real László Mandoki (Budapest, Hungría; 7 de enero de 1953), es un cantante, baterista y productor discográfico alemán de origen húngaro. Logró el éxito como miembro de Dschinghis Khan y más tarde como solista.

## Vida profesional
Mientras estudiaba percusión en el Conservatorio de Budapest, Mándoki dirigió el grupo de jazz-rock JAM, con influencias de Cream y Jethro Tull.
En julio de 1975 Mándoki, junto con Gábor Csupó (creador de los Rugrats) y otros, huyeron de Hungría a pie por el túnel Karawanken en Austria y luego a Múnich (en la entonces Alemania Occidental) para evitar las persecuciones del gobierno comunista contra la oposición estudiantil. Llegó a ser encarcelado 17 veces por su oposición política antes de huir a Occidente.
Luego, se dio a conocer al tocar en el grupo alemán Dschinghis Khan, formado en 1979, que alcanzó el cuarto lugar en el Festival de Eurovisión ese mismo año. Aparecerá regularmente en el programa Hit-Parade de la ZDF entre 1979 y 1982. No ha participado en la reunión de Dschingis Khan desde 2015.
En 1993, Mandoki fundó un grupo llamado ManDoki Soulmates, que combina elementos de rock progresivo con música de jazz.
Leslie Mandoki ha colaborado con muchos artistas, incluidos Engelbert Humperdinck, Joshua Kadison, Phil Collins, Lionel Richie, pero también con No Angels, Jennifer Rush y el rapero alemán Sido.

## Vida personal
Leslie Mándoki se casó en 1988, con quien tuvo tres hijos. Su esposa y él viven en la localidad de Tutzing, ubicado a orillas del lago Starnberg en Baviera. De sus hijos, tienen una hija de nombre Lara Mándoki, quien nació en 1989 y es actriz.

## Televisión
En 2009, interpretó un papel en tres episodios de una serie de televisión alemana Schloss Einstein.

## Distinciones
Orden del Mérito de la República de Hungría (2012)

## Discografía
- Back to Myself (Jupiter, 1982)
- Children of Hope (Gong, 1986)
- Strangers in a Paradise (Titan, 1988)
- Drums and Percussion (Selected Sound, 1991)
- Out of Key...with the Time (Electrola, 1992)
- People in Room No. 8 (PolyGram, 1997)
- Soulmates (Paroli, 2002)
- Soulmates Classic (Sony, 2003)
- Legends of Rock (Paroli, 2005)
- Aquarelle (NEO, 2009)
- BudaBest (Sony, 2013)